# Хемит
Хемит (на турски: Hemit) е село в Източна Тракия, Турция, Вилает Родосто.

## География
Селото се намира на 18 километра северозападно от Малгара.

## История
В XIX век Хамидкьой е гръцко село в Малгарска кааза в Одринския вилает на Османската империя. Според „Етнография на вилаетите Адрианопол, Монастир и Салоника“, издадена в Константинопол в 1878 година и отразяваща статистиката на населението от 1873 година, Хамид-кьой (Hemid-keui) има 80 домакинства и 318 жители гърци.